# Srđan Darmanović
Srđan Darmanović (ur. 18 lipca 1961 w Cetynii) – czarnogórski polityk, dyplomata i profesor na Wydziale Nauk Politycznych Uniwersytetu Czarnogóry, od 2016 do 2020 był ministrem spraw zagranicznych i integracji europejskiej Czarnogóry.

## Życiorys
Ukończył studia na Wydziale Nauk Politycznych Uniwersytetu w Belgradzie w 1985, a tytuł magistra na tym samym wydziale uzyskał w 1994. W 1992 został wybrany do Parlamentu Jugosławii. W 1997 roku założył i został prezesem Centrum Demokracji i Praw Człowieka w Podgoricy w Czarnogórze. Był członkiem międzynarodowej grupy badawczej Aspen Institute (1997–1998). W 2002 uzyskał tytuł doktora.
Darmanović był jednym z założycieli Wydziału Nauk Politycznych Uniwersytetu Czarnogóry w 2006 i pierwszym dziekanem tego wydziału do 2010, kiedy został mianowany Ambasadorem Czarnogóry w Stanach Zjednoczonych Ameryki. Obecnie jest profesorem nadzwyczajnym na tym samym wydziale.
Od 10 listopada 2010 do listopada 2016 był ambasadorem Czarnogóry w Stanach Zjednoczonych. W dniu 28 listopada 2016 został mianowany ministrem spraw zagranicznych i integracji europejskiej Czarnogóry w rządzie Duško Markovicia, zastępując Igora Lukšicia. Jest niezależnym politykiem związanym z rządzącą Demokratyczną Partią Socjalistów.
Darmanović jest członkiem Komisji Weneckiej Rady Europy od 2005 roku, zasiada w Radzie Komitetu Demokratycznych Wyborów i Podkomisji ds. Instytucji Demokratycznych.